# 鳥取県道190号金沢伏野線
鳥取県道190号金沢伏野線（とっとりけんどう190ごう かなざわふしのせん）は、鳥取県鳥取市を通る一般県道である。

## 概要
鳥取市松原から鳥取市伏野に至る。

### 路線データ
- 起点：鳥取県鳥取市松原（松原交差点、鳥取県道21号鳥取鹿野倉吉線交点）
- 終点：鳥取県鳥取市伏野（国道9号交点）
- 総延長：5.4 km

## 地理

### 通過する自治体
- 鳥取県
  - 鳥取市

### 交差する道路
| 交差する道路               | 交差する場所 | 交差する場所      |
| -------------------------- | ------------ | ----------------- |
| 鳥取県道21号鳥取鹿野倉吉線 | 松原         | 松原交差点 / 起点 |
| 鳥取県道318号伏野覚寺線    | 伏野         | 中の茶屋交差点    |
| 国道9号 / 鳥取バイパス     | 伏野         | 終点              |

### 交差する鉄道
- 山陰本線

### 沿線
- 湖山池
- JR西日本山陰本線 末恒駅
- 国立病院機構鳥取医療センター
- 鳥取県警察学校